# Baby Daisy Geyser
Baby Daisy Geyser est un geyser de type « cône » situé dans le Upper Geyser Basin dans le parc national de Yellowstone aux États-Unis. Il fait partie du groupe de geysers Old Road. 
Les rares périodes d'activité de Baby Daisy peuvent être séparées d'années d'inactivité. Pendant sa période d'activité de 1952, il entrait en éruption toutes les 90-120 minutes. Il fut brièvement actif après le tremblement de terre du lac Hebgen de 1959 ; la fréquence de ses éruptions était alors de 90-96 minutes. Sa dernière période d'activité s'est déroulée du 14 février 2003 (environ) au 8 décembre 2004. Pendant cette période, ses éruptions duraient deux ou trois minutes et étaient séparées de 33 à 39 minutes. Il atteignait 6 à 7,5 m de haut.
Baby Daisy tire son nom du fait que ses éruptions sont presque identiques à celles de Daisy Geyser, mais en plus petit. Les éruptions font jaillir de l'eau à environ 30 degrés de la verticale, sous le même angle que Daisy Geyser.